# Коллето-Фава
 Колле́то-Фа́ва (итал. Colletto Fava) — полуторакилометровый холм в Пьемонте (Италия). В 2005 году члены венской арт-группы  «джелитин» (англ. gelitin) закончили создание огромного плюшевого кролика розового цвета на склоне холма. Работа имеет около 60 м в длину и 6 м в высоту. Члены арт-группы ожидают, что в том числе альпинисты будут взбираться на это произведение для отдыха.
Работа, названная Hase («Кролик»), открылась 18 сентября 2005 года в 11:30. Она должна просуществовать на холме до 2025 года, медленно разлагаясь.